# Koussana
Koussana est une localité située dans le département de Samba de la province du Passoré dans la région Nord au Burkina Faso.

## Géographie
Situé à 1 km au sud-est de Bouré – village avec lequel il forme un ensemble –, Koussana se trouve à environ 10 km au nord-est du centre de Samba, le chef-lieu du département, ainsi qu'à 40 km au sud de Yako.

## Santé et éducation
Le centre de soins le plus proche de Koussana est le centre de santé et de promotion sociale (CSPS) de Bouré tandis que le centre médical avec antenne chirurgicale (CMA) de la province se trouve à Yako.
Koussana possède une école primaire publique.